# Cryphia argillacea
Cryphia argillacea là một loài bướm đêm trong họ Noctuidae.